# ファツィオリ

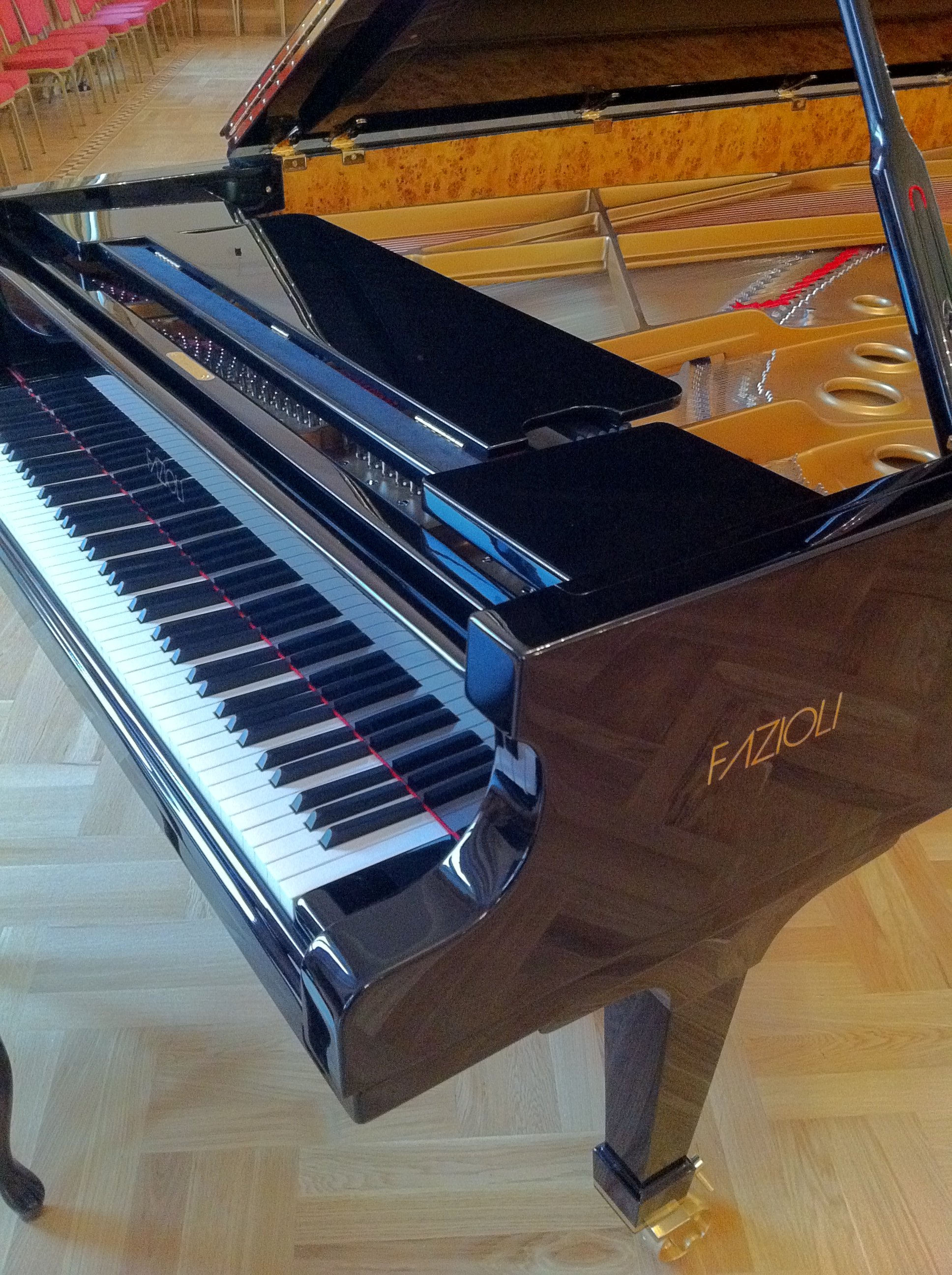
モスクワで（2014年）

ファツィオリ・ピアノフォルティ（伊: Fazioli）は、1981年に創業したイタリアのグランド・ピアノメーカーである。

## 概要
創始者兼現社長、パオロ・ファツィオリは、家具職人の家に生まれ、ロッシーニ音楽院でピアノを、ローマ音楽院で作曲を専攻した後、ファツィオリ社を1981年に創業した。綿密な手作業をふんだんに盛り込み、世界で最も高額なピアノとして知られている。また独立アリコート方式、「4番ペダル」など特殊な設計でも知られる。現時点で世界最長サイズ（奥行き308センチメートル）のモデルも製作している。
工場はイタリア北部のサチーレにある。この際、各分野の専門家たちに、ゼロからピアノを設計する計画への参加を要請。ミケランジェリのピアノ調律も務めたピアノ調律師兼製作者のチェーザレ・アウグスト・タローネの弟子らを招聘し、1980年に最初のモデルを完成させた。
グランドピアノの生産台数は、2009年時点で年間120台程度とされ、それ以外の製品は製造していない。

## 特徴

### 響板
ピアノの音色を決定づける響板は、フィエンメ峡谷産のレッドスプルースが使用されている。またファツィオリの響板は、製作が終わってから2年間、空気管理された倉庫で熟成される。

### ハンマーのフェルト
他メーカーでは機械によるハンマーのフェルト作りが一般的であるが、ファツィオリはフェルトに硬化剤を使用せず、手作業でフェルトを作る。これにより弾力に優れたハンマーが得られる。

### フレームの鋳造
現代の一般的なピアノ製造工程では、ピアノ内部の鉄製フレームを鋳造する際、真空吸引法を用いる。これは鋳型の隅々に鉄を確実に流し込み、作業を短時間で進めることができるという利点を持つが、ファツィオリでは、伝統的な方法で時間をかけて鋳造している。

### 可変式ブリッジによる倍音の調律
多くのピアノの中高音部の駒からヒッチまでの弦（バックストリング）には倍音を豊かに響かせるためのアリコートブリッジが取り付けられている。通常のアリコートブリッジは一体型で、各音程毎にアリコートブリッジの位置を独立して調節することは不可能である。ファツィオリでは各音のブリッジを個別に移動できる独立アリコート方式を採用している。ただし、独立式アリコートブリッジはファツィオリのみに見られる特徴ではない。

### 駒の材質の使い分け
ファツィオリでは、駒の基礎（カエデとマホガニーとの積層材）上に貼る木材にカエデとシデとツゲの3種を用い、硬度の違いを生かして音域ごとに（低音から中音域にカエデ、高音域にシデ、最高音域にツゲ）3種を順に使用するよう設計している。駒の表面の加工も、熟練した職人の手作業で仕上げられる。

### 4番ペダル
通常の3本のペダルの更に左側に4番ペダルの物があり、この特許を取得している。このペダルによって、ハンマーと弦の距離が短くなり、同時に鍵盤が浅くなる。ファツィオリはこれを「音色を変えることなく音量のみが小さくなる」としている。これによってピアニッシモの効果が得られるだけでなく、グリッサンドや速いパッセージに利点がある。
4番ペダルは、モデルF308のみ、標準仕様である。他機種ではオプションで4本ペダル仕様にすることが可能であるが、追加料金が必要となる。また購入後にペダルの増設はできない。

### 金属部品のメッキ
ファツィオリでは防錆と美観を考慮し、金属部品に金メッキ処理を採用している。

## 現行機種一覧

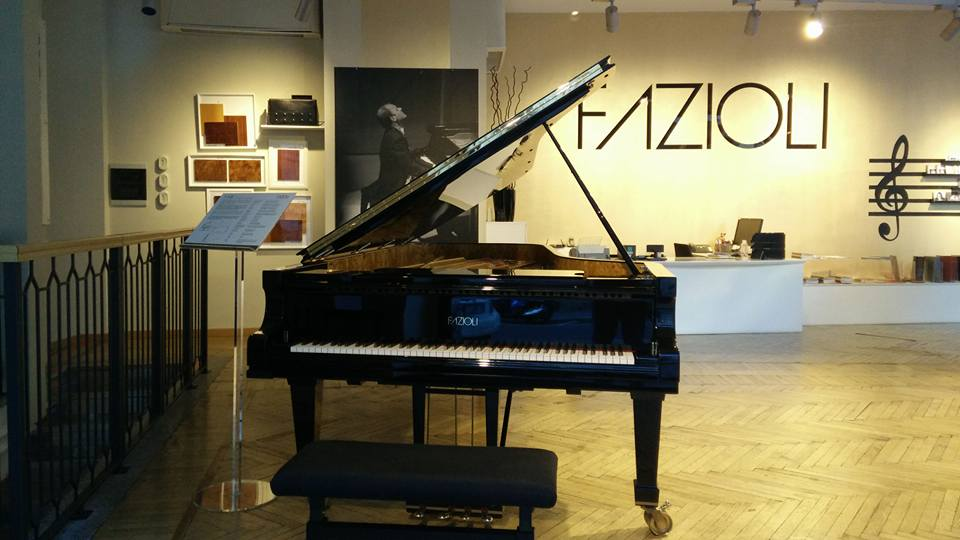
F308（ミラノ・ショールーム、2016年）

ファツィオリは、6種類のグランド・ピアノを製造している。
- F156
- F183
- F212
- F228：通常のセミ・コンサート・グランド・ピアノ
- F278：通常のフル・コンサート・グランド・ピアノ
- F308：ファツィオリ独自の特大コンサート・グランド・ピアノ

機種番号のFに続く数字は、ピアノの奥行きを（センチメートル単位で）表している。ただし、F308の現行機種の実際の奥行きは302cm。

### 日本における納入先施設
一般に開かれている施設を、以下に納入順で記す。
| 納入順 | 施設名                                   | 場所               | 納入機種 | ペダル           | 納入時期      | 使用できるホールの客席数                   | 備考                                                             |
| ------ | ---------------------------------------- | ------------------ | -------- | ---------------- | ------------- | ------------------------------------------ | ---------------------------------------------------------------- |
| 1      | 栗東芸術文化会館さきら                   | 滋賀県栗東市       | F278     | 3本              |               | 小ホール149席 中ホール406席 大ホール810席  | 日本で初めてファツィオリを納入したホール。                       |
| 2      | 北上市文化交流センター さくらホール      | 岩手県北上市       | F278     | 3本              |               | 小ホール264席 中ホール461席 大ホール1406席 | 2005年10月にアルド・チッコリーニが再来日し、ファツィオリを演奏。 |
| 3      | 石川県こまつ芸術劇場うらら               | 石川県小松市       | F212     | 3本              |               | 小ホール250席                              | 詳細は公開されていない。                                         |
| 4      | 美浜町生涯学習センターなびあす           | 福井県三方郡美浜町 | F308     | 4本              |               | 文化ホール489席                            |                                                                  |
| 5      | 豊洲シビックセンター                     | 東京都江東区       | F278     | 3本              |               | ホール300席                                | 舞台周りの壁が総ガラス張りで夜景が見えるホール。                 |
| 6      | 渋谷ホール&スタジオ                      | 東京都渋谷区       | F212     |                  | 2018年11月    | ホール30席                                 |                                                                  |
| 7      | 阿久根市民交流センター（風テラスあくね） | 鹿児島市阿久根市   | F278     |                  | 2019年1月     | ホール541席                                |                                                                  |
| 8      | フェニーチェ堺（堺市民芸術文化センター） | 堺市堺区           | F308     | 3/4本 （選択可） | 2019年3月19日 | 小ホール312席 大ホール2000席               | 特注モデル。                                                     |
| 9      | 中札内文化創造センター                   | 北海道中札内村     | F278     |                  | 2020年1月     | ハーモニーホール487席                      |                                                                  |

広く一般に開かれていない施設を、以下に納入順で記す。
| 施設名                                       | 場所               | 納入機種 | ペダル | 納入時期      | 客席数 | 備考 |
| -------------------------------------------- | ------------------ | -------- | ------ | ------------- | ------ | --- |
| 幕張ベイタウン・コア                         | 千葉県千葉市美浜区 | F278     | 3本    | 2002年4月26日 | 200席  | 東日本初の導入で、市民運動により選定・募金により購入された。幕張ベイタウン自治会連合会所有。地域ボランティアスタッフによる管理。使用は地元幕張ベイタウン関連団体主催、または共催イベントのみ許可（審査あり）。観客に対する制限はない。 |
| 渋谷教育学園幕張中学校・高等学校田村記念講堂 | 千葉県千葉市美浜区 | F278     | 3本    | 2009年        |        | 非一般公開：学内用途のみ。 |

### 海外における納入先施設
- ジュリアード音楽院：1924年から、名器としてスタインウェイしか学内への納入を認めない体制が貫かれてきたが（学内にある300台弱のピアノすべてがスタインウェイ）、2010年それがほどかれ、アメリカ随一の名門である同院がファツィオリを第一線の名器と認定し、ファツィオリの注文・納入を開始した[10]。

### 評価
- 高松国際ピアノコンクール：初めてFAZIOLIがこのコンクールに採用された2010年、石村純がFAZIOLIを選んで第2位となった[11][12]。ところが、FAZIOLIは高松から撤退した。
- ショパン国際ピアノコンクール：初めてFAZIOLIがこのコンクールに採用された2010年、ダニール・トリフォノフがFAZIOLIを選んで第3位となった。それ以降ダニール・トリフォノフはコンサートでFAZIOLIを使用している[13]。2021年は1位のブルース・リウ、3位のマルティン・ガルシア・ガルシア、5位のレオノーラ・アルメッリーニ（英語版）がFAZIOLIを選んでいる[14]。
- ルービンシュタイン国際ピアノコンクール：初めてFAZIOLIがこのコンクールに採用された2014年、FAZIOLIとSteinwayの2社のピアノのみが公式ピアノとしてコンクール側が採用した。最終審査に出場した全6人の参加者の内、大協奏曲でSteinwayを弾いたのは1人のみで、5人がFAZIOLIを選んだ[15]。その後も定期的にFAZIOLIアーティストが順当に本選へ進んでいる。
- シドニー国際ピアノコンクール：初めてFAZIOLIがこのコンクールに採用された2016年、最終審査に出場した全6人の参加者は、1人あたり協奏曲を2曲ずつ演奏しなくてはならず、最終審査全体として12曲の協奏曲が演奏された。その内、9曲の協奏曲がFAZIOLIでの演奏を希望され、FAZIOLI以外のメーカーのピアノで演奏されたのはたった3曲という状況になるほど参加者からの支持が圧倒的に強かった[16]。しかし、2023年の出場者の好みはシゲルカワイかスタインウェイに戻っている。
- ピアニストBoris Giltburgはベートーヴェンピアノソナタ全集をFazioliで完成した[17]。

## 国際ピアノコンクールとファツィオリ

### 全日程をすべてファツィオリで消化するコンクール
- リナ・サラ・ガッロ・モンツァ国際ピアノコンクール - 2012年度以降全日程をFazioliピアノで実施[18]。FAZIOLIピアノのみで実施される世界初のWFIMC登録コンクール。
- ポッツォーリ国際ピアノコンクール（2009年～[19]）- 2023年からは、全日程をFAZIOLIピアノで実施する2つ目のWFIMC登録コンクール。
- Concorso pianistico internazionale del Friuli Venezia Giulia - 2023年現在全日程をFAZIOLIで実施[20]。
- Concorso Pianistico Internazionale Massarosa - (2021～[21]) 全日程をFAZIOLIで実施
- スクリアビン国際ピアノコンクール（2023年～[22])

### 現時点で公式ピアノとして採用されているコンクール
- ショパン国際ピアノコンクール（2010年～）[23]
- フランツ・リスト国際ピアノコンクール・イン・ユトレヒト（2011年～）[24]
- ルービンシュタイン国際ピアノコンクール（2014年～）[15]
- シドニー国際ピアノコンクール（2016年～）[16][25]
- パデレフスキ国際ピアノコンクール（2022年～）[26]

### かつて公式ピアノとして採用されていたコンクール
- 高松国際ピアノコンクール（2010年[27]から公式ピアノとして用いられることが決まり、大きく報道されたが2023年現在は採用されていない。）
- チャイコフスキー国際コンクール（2011年～2019年）[28][29]
- ヨーロッパ国際ピアノコンクール・イン・ジャパン（2010年～2021年[30]）